# لازارو بلانكو
لازارو بلانكو (بالإسبانية: Lázaro Blanco)‏ هو مصور مكسيكي، ولد في 1 أبريل 1938 في سيوداد خواريز في المكسيك، وتوفي في 4 مايو 2011 في مدينة مكسيكو في المكسيك.